# Bangsri (Kertosono)
Bangsri is een bestuurslaag in het regentschap Nganjuk van de provincie Oost-Java, Indonesië. Bangsri telt 2228 inwoners (volkstelling 2010).